# Paula Schramm

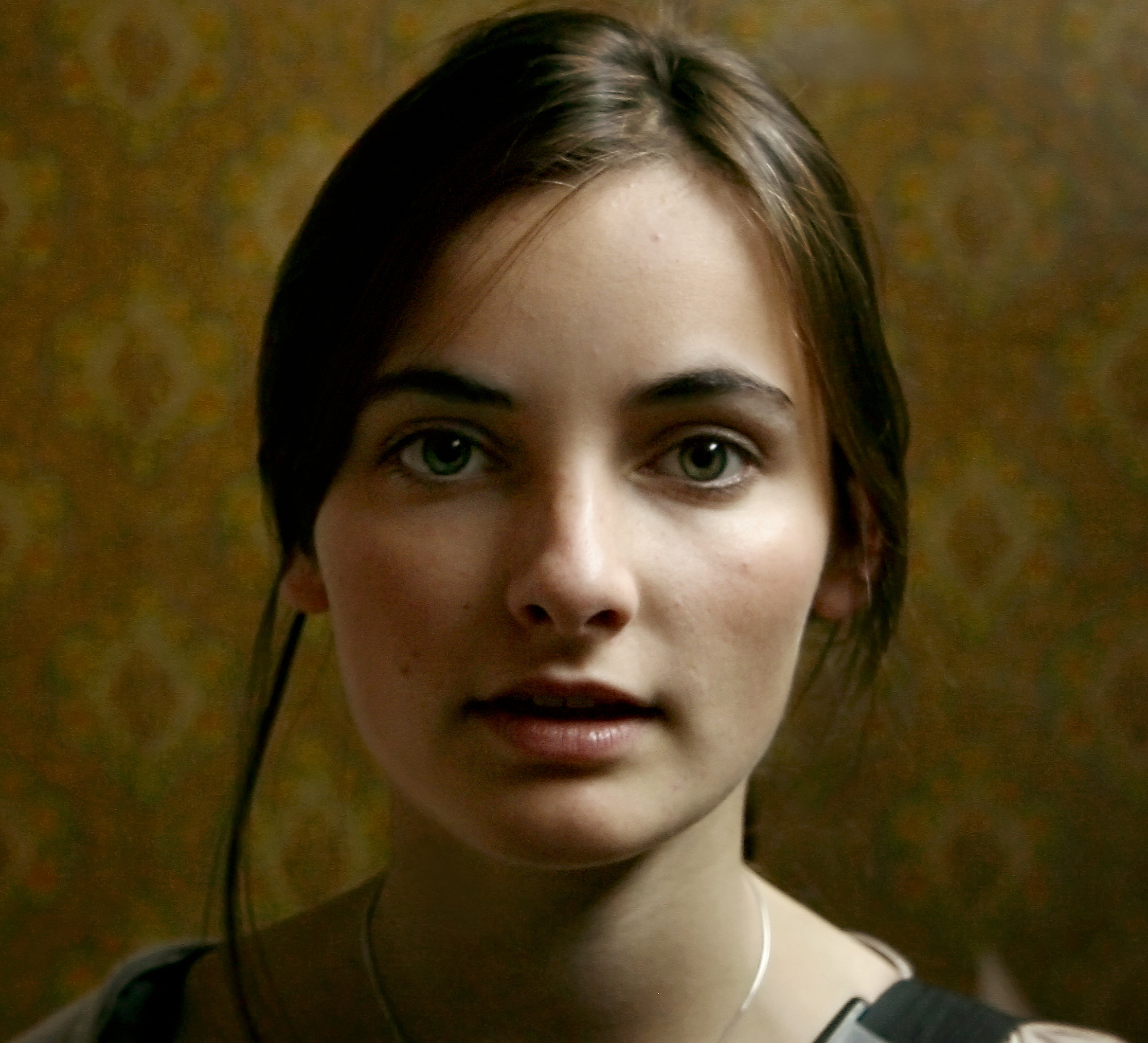
Paula Schramm (2010)

Paula Schramm (* 11. Oktober 1989 in Potsdam) ist eine deutsche Schauspielerin und Synchronsprecherin.

## Leben
Erste Rollen bekam sie bereits mit sieben Jahren. Sie wirkte seitdem bei zahlreichen Fernsehserien mit und gehörte in der Rolle der Emely Busch vier Jahre zur Hauptbesetzung der wöchentlichen Fernsehserie Schloss Einstein im KI.KA. Als Lissi von Buren war sie 2009 bis 2011 Teil des Ensembles der Comedyserie Doctor’s Diary auf RTL. Ihre erste große Kinohauptrolle spielte sie im Debütfilm Französisch für Anfänger von Christian Ditter, der im Juni 2006 erschien. Im Jahr 2015 spielte sie die Rolle der Ärztin Annika Rösler in der Fernsehserie In aller Freundschaft – Die jungen Ärzte.
Schramm ist mit dem Schauspieler Laurence Rupp liiert, den sie beim Filmdreh zu Der Eisenhans kennenlernte. Im März 2015 kam ein gemeinsamer Sohn zur Welt.

## Filmografie

### Fernsehen
- 1997: Hallo, Onkel Doc! (Fernsehserie; Folge: Albert)
- 1997: Praxis Bülowbogen (Fernsehserie; Folgen 114–122)
- 1998: OP ruft Dr. Bruckner (Fernsehserie; Folge: Jung und eingesperrt)
- 1999: Unser Charly (Fernsehserie; fünfte Staffel)
- 2000: Beim nächsten Coup … wird alles anders (Fernsehserie)
- 2000: Unser Charly (Fernsehserie; sechste Staffel)
- 2001: Fahr zur Hölle, Schwester (Fernsehserie)
- 2001–2006: Schloss Einstein (Fernsehserie; Folgen 171–384)
- 2003: Meine schönsten Jahre (Fernsehserie; Folge: Liebesreigen Ost)
- 2004–2006: Check Eins (Kinderprogramm; viele Trailer/Clips)
- 2004: Check Eins (Kinderprogramm; Making Of Vier gegen Z)
- 2004: Appassionata (Fernsehfilm; Regie: Paula Kelly, Synchronisation)
- 2005: Abschnitt 40 (Fernsehserie; Folge: Mädchen und Jungs)
- 2006: Allein unter Bauern (Fernsehserie; Folgen 1–10)
- 2007–2008: Hallo Robbie! (Fernsehserie; Folgen 1–5)
- 2007: In aller Freundschaft (Fernsehserie; Folge: Ganze Kerle)
- 2008: Ein Fall für zwei (Fernsehserie; Folge: Eine tödliche Affäre)
- 2008: Sklaven und Herren (Fernsehfilm; Regie: Stefan Kornatz)
- 2008: Die Bienen – Tödliche Bedrohung (Fernsehfilm; Regie: Michael Karen)
- 2008: Die Brücke (Fernsehfilm; Regie: Wolfgang Panzer)
- 2009–2011: Doctor’s Diary (Fernsehserie; seit zweiter Staffel)
- 2009: Die Pfefferkörner (Fernsehserie; Folge: Familienbande)
- 2009: Notruf Hafenkante (Fernsehserie; Folge: Falsche Töne)
- 2010: Bis nichts mehr bleibt (Fernsehfilm; Regie: Niki Stein)
- 2010: In aller Freundschaft (Fernsehserie; Folge: Bittersüße Augenblicke)
- 2010: Go West – Freiheit um jeden Preis (Fernsehfilm)
- 2010: Der Mauerschütze (Fernsehfilm)
- 2011: SOKO Stuttgart (Fernsehserie; Folge: Arme Schlucker)
- 2011: SOKO Donau (Fernsehserie; Folge: Blutsverwandte)
- 2011: SOKO Leipzig (Fernsehserie; Folge Das Ultimatum)
- 2011: Großstadtrevier (Fernsehserie; Folge: Die Freibeuterin)
- 2011: Der Eisenhans (Märchenfilm)
- 2012: Morden im Norden (Fernsehserie; Folge: Ewige Jagdgründe)
- 2013: Blutsschwestern – jung, magisch, tödlich
- 2013: Die Erfinderbraut (Fernsehfilm)
- 2013: Frühlingsgefühle (Frühling)
- 2013: Der letzte Bulle (Fernsehserie; Folge: Grubengold)
- 2013: Der Bergdoktor (Fernsehserie; Folge: Verantwortung)
- 2013: Alarm für Cobra 11 (Fernsehserie; Folge: Die kleine Prinzessin)
- 2014: Die Bergretter (Fernsehserie; Folge: Abgerauscht)
- 2014: Die Legende der Maske (Fernsehfilm)
- 2014: In aller Freundschaft (Fernsehserie; Folge: Redebedarf)
- 2015: Der Kriminalist (Fernsehserie; Folge: Die Unschuld der Engel)
- 2015, 2017: In aller Freundschaft – Die jungen Ärzte (Folge 1–10, Hauptrolle)
- 2015: Inga Lindström: Die Kinder meiner Schwester
- 2017: Kreuzfahrt ins Glück: Hochzeitsreise nach Lissabon
- 2017: Rosamunde Pilcher – Fast noch verheiratet
- 2017: Lena Lorenz (Fernsehserie; Folge: Gegen alle Zweifel)
- 2018: Inga Lindström: Die andere Tochter
- 2018: Die Spezialisten – Im Namen der Opfer (Fernsehserie; Folge: Ein Tag im Juni)
- 2019: Rosamunde Pilcher: Schwiegertöchter
- 2019: Familie Dr. Kleist (Folge: Aussetzer)
- 2019–2024: SOKO Hamburg (Fernsehserie; Serienhauptrolle)
- 2021: Sportabzeichen für Anfänger (Fernsehfilm; Regie: Thomas Roth)
- seit 2021: In aller Freundschaft – Die jungen Ärzte (wiederkehrende Rolle, mehrere Folgen)
- 2022: Bettys Diagnose (Fernsehserie; Folge: Blinder Fleck)
- 2023: Nord Nord Mord (Fernsehserie; Folge: Sievers und die letzte Beichte)
- 2023: Faraway (Spielfilm; Regie: Vanessa Jopp)
- 2023: Notruf Hafenkante (Fernsehserie; Folge: Der letzte Tanz)
- 2023: Kolleginnen (Fernsehreihe; Folge: Abgetaucht)
- 2024: Die Liebeskümmerer (Spielfilm; Regie: Shirel Peleg)
- 2024: Blutige Anfänger (Fernsehserie; Folge: Schlangengrube)
- 2025: Morden im Norden (Fernsehserie; Folge: Auf kurze Distanz)

### Kino
- 2000: Gripsholm (Regie: Xavier Koller, Synchronisation)
- 2006: Französisch für Anfänger (Regie: Christian Ditter)
- 2008: Die Wilden Kerle 5 – Hinter dem Horizont (Regie: Joachim Masannek)
- 2008: Die Wilden Hühner und das Leben (Regie: Vivian Naefe)
- 2010: The Whistleblower (Regie: Larysa Kondracki)
- 2011: Der böse Onkel (Regie: Urs Odermatt)
- 2011: Frontalwatte (Regie: Jakob Lass)
- 2011: Anonymus (Regie: Roland Emmerich)
- 2018: Verschwörung (Regie: Fede Álvarez)

### Theater
- 1997–2004: Sommermärchen (Ballett) – Hans Otto Theater Potsdam, Regie: Marita Erxleben
- 2007–2008: Die Fledermaus (Operette) – Hans Otto Theater Potsdam, Regie: Adriana Altaras